# Ibrahim El Kadiri
Ibrahim El Kadiri (en árabe: إِبْرَاهِيم الْقَادِرِيّ‎; Ámsterdam, Países Bajos, 23 de enero de 2002) es un futbolista neerlandés de origen marroquí que juega de delantero en el De Graafschap de la Eerste Divisie.

## Trayectoria
Jugó en las categorías inferiores del AFC IJburg, WV-HEDW, Ajax de Ámsterdam y F. C. Utrecht. En 2019, firmó un contrato de tres años con el F. C. Volendam junto con Samir Ben Sallam. Debutó con el F. C. Volendam el 29 de noviembre de 2019, en una victoria en casa por 3-1 contra el NEC Nimega. Entró como sustituto de Derry Murkin en el minuto 76, e incluso marcó en el tiempo de descuento para conseguir su primer gol como profesional.
El 7 de agosto de 2020 firmó una ampliación de contrato con el F. C. Volendam hasta 2024.

## Estadísticas

### Clubes
Actualizado al último partido disputado el 8 de noviembre de 2024.
| Club                          | Div.          | Temporada     | Liga  | Liga  | Copas nacionales | Copas nacionales | Copas internacionales | Copas internacionales | Total | Total |
| Club                          | Div.          | Temporada     | Part. | Goles | Part.            | Goles            | Part.                 | Goles                 | Part. | Goles |
| ----------------------------- | ------------- | ------------- | ----- | ----- | ---------------- | ---------------- | --------------------- | --------------------- | ----- | ----- |
| F. C. Volendam · Países Bajos | 2.ª           | 2019-20       | 10    | 3     | 0                | 0                | —                     | —                     | 10    | 3     |
| F. C. Volendam · Países Bajos | 2.ª           | 2020-21       | 33    | 3     | 1                | 0                | —                     | —                     | 34    | 3     |
| F. C. Volendam · Países Bajos | 2.ª           | 2021-22       | 26    | 4     | 1                | 0                | —                     | —                     | 27    | 4     |
| F. C. Volendam · Países Bajos | 1.ª           | 2022-23       | 17    | 0     | 1                | 2                | —                     | —                     | 18    | 2     |
| F. C. Volendam · Países Bajos | 1.ª           | 2023-24       | 4     | 0     | 0                | 0                | —                     | —                     | 4     | 0     |
| F. C. Volendam · Países Bajos | Total club    | Total club    | 90    | 10    | 3                | 2                | 0                     | 0                     | 93    | 12    |
| De Graafschap · Países Bajos  | 2.ª           | 2024-25       | 12    | 3     | 1                | 1                | —                     | —                     | 13    | 4     |
| De Graafschap · Países Bajos  | Total club    | Total club    | 12    | 3     | 1                | 1                | 0                     | 0                     | 13    | 4     |
| Total carrera                 | Total carrera | Total carrera | 102   | 13    | 4                | 3                | 0                     | 0                     | 106   | 16    |